# Karosa B 961
Karosa B 961 je městský kloubový autobus, který vyráběla společnost Karosa Vysoké Mýto v letech 2000 až 2006 (od roku 2003 pak v inovované verzi označené B 961E). B 961 je nástupce typu B 941.

## Konstrukce

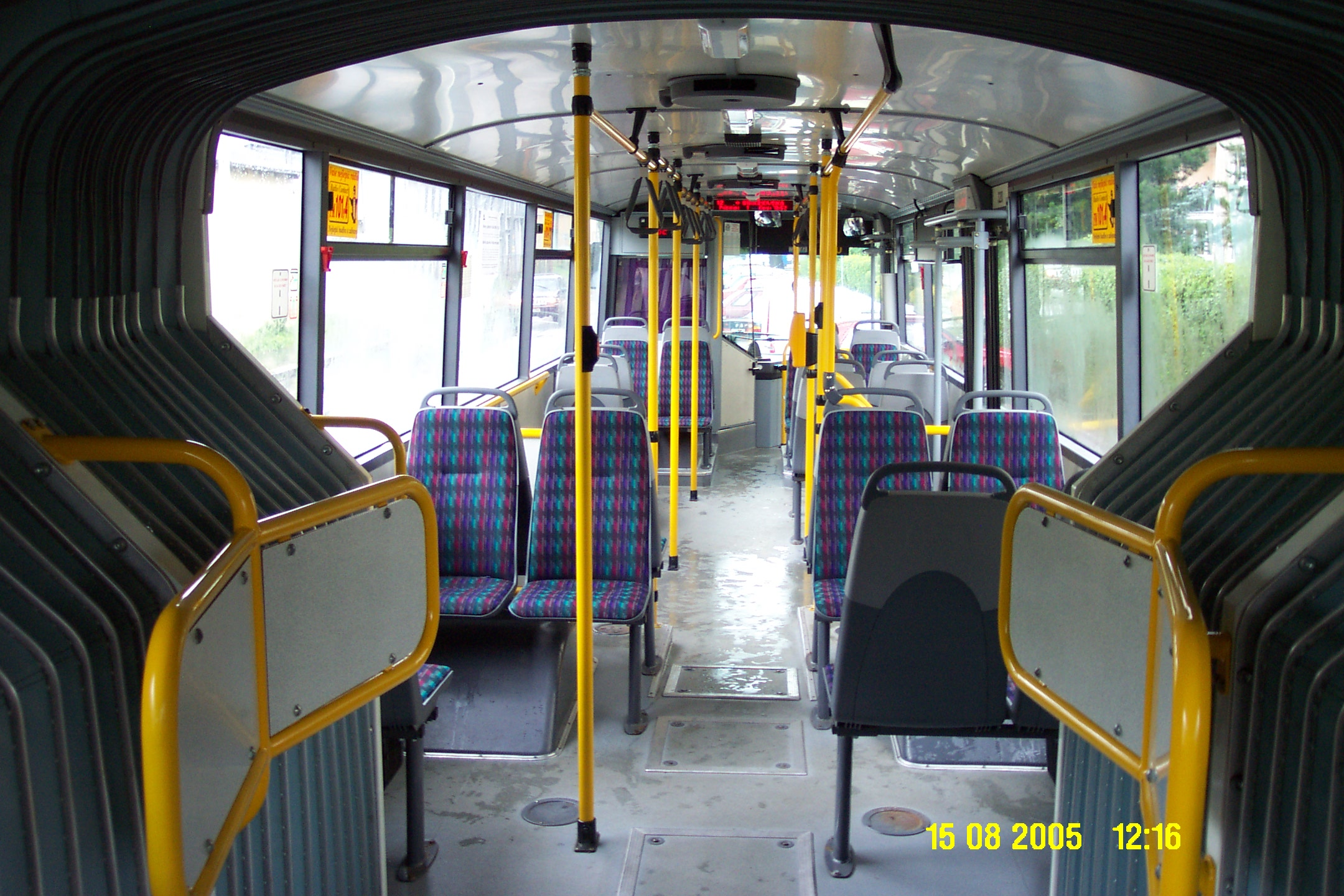
Interiér libereckého autobusu typu Karosa B 961E

B 961 je konstrukčně velmi podobný svému předchůdci B 941. Jedná se o třínápravový kloubový autobus se standardní výškou podlahy a polosamonosnou karoserií. Ta byla smontována do skeletu, který prošel kataforetickou lázní, olakováním a oplechováním pozinkovaným plechem a teprve poté byly do něj namontovány další součásti. Karoserie se skládá ze dvou částí, které jsou navzájem spojeny kloubem a krycím měchem. Motor pohání zadní nápravu, za níž je také uložen. Od typu B 941 se B 961 na první pohled odlišuje plochou zádí, která umožnila prodloužení interiéru a přidání dalších tří sedadel v zadní části vozu. Uvnitř vozu se nacházejí čalouněné plastové sedačky pro cestující. Vstup do autobusu zajišťují čtvery dvoukřídlé výklopné dveře (první a poslední jsou užší než ty střední), vždy dvoje v každém článku. Prostor pro kočárek je u druhých dveří.
Od roku 2003 byly tyto vozy vyráběny v mírně modifikované variantě B 961E. Ta se od původní verze odlišuje upravenou přední maskou a lepenými skly (na rozdíl od oken uchycených v gumě u B 961).

## Výroba a provoz

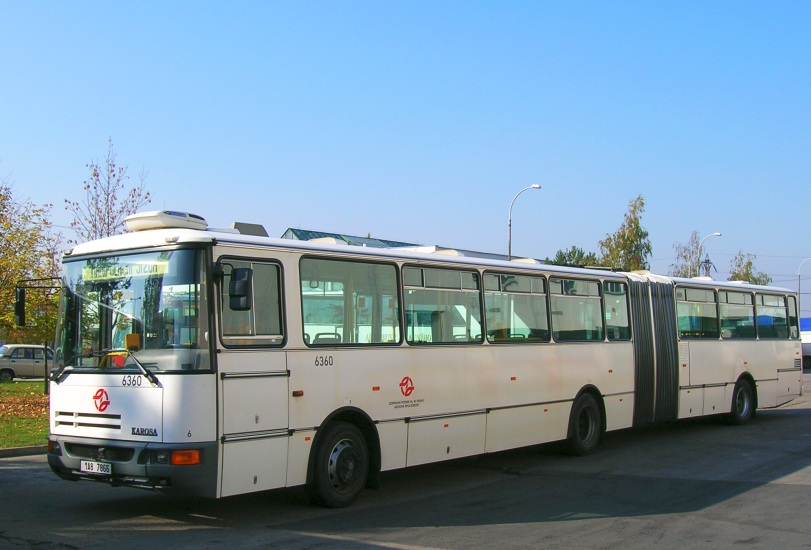
Prototypový vůz BK4 již v majetku DP Praha

V roce 2000 vznikl prototyp vozu B 961, vnitropodnikově označený jako BK4. Ten byl na rozdíl od pozdějších sériových autobusů vybaven automatickou převodovkou od firmy ZF. V roce 2002 byl výrobcem darován DP Praha, aby pomohl řešit nepříznivou situaci v pražské MHD zaviněnou povodní. Dříve, než byl vůz vyslán do pražských ulic, prošel úpravami. Do vozu byl instalován elektronický informační systém – zobrazovací panely BUSE (jak vnější, tak vnitřní), systém pro hlášení zastávek, klimatizace kabiny řidiče a další nezbytnosti. V roce 2016 DP Praha tento autobus vyřadil kvůli špatnému technickému stavu. 
Sériová výroba typu B 961, coby nástupce modelu B 941, byla zahájena v roce 2002. Na podzim 2003 byl typ B 961 upraven a pod označením B 961E byl vyráběn do konce roku 2006. Modernizace spočívala v lepším odvětrání motorového prostoru a v lepených oknech, která byla u B 961 zasazena v gumě. Poslední vyrobený vůz tohoto typu vlastnila dopravní společnost Martin Uher z Mníšku pod Brdy, u níž obdržel evidenční číslo 1147. V roce 2016 byl tento vůz prodán dopravci Stenbus (č. 1786, od roku 2020 č. 1781), který ho provozoval do roku 2024. Celkově bylo mezi lety 2000 a 2006 vyrobeno 67 autobusů B 961 a 83 vozů B 961E, dohromady tedy 150 kusů (Martin Harák uvádí celkově 152 kusů). Vznikl také jeden podvozek navíc, jenž byl exportován do Tuniska.

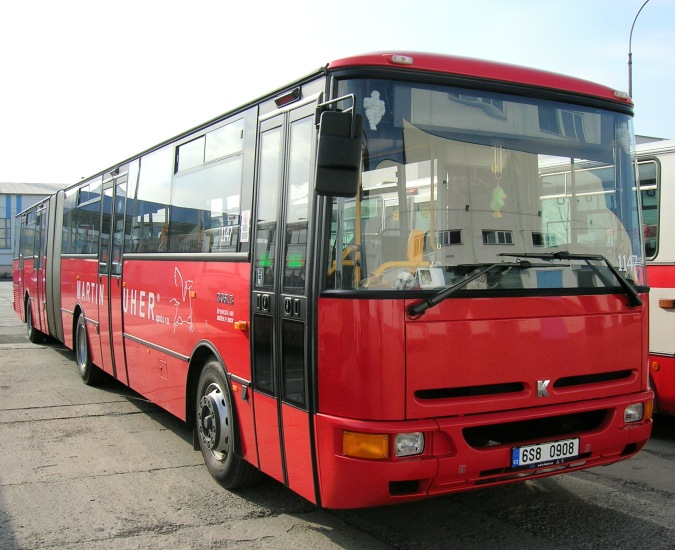
Poslední vyrobený autobus B 961E patřící dopravní společnosti Martin Uher

S vozy tohoto typu se bylo možné setkat téměř ve všech velkých městech České republiky, s novějšími typu B 961E pak například v Ostravě, Liberci, Brně či na některých příměstských linkách v Praze. Po roce 2015 však začal být typ B 961 vyřazován kvůli dodávkám nových vozů. Jejich provoz byl již ve většině měst ukončen, například v Ostravě byl poslední vůz vypraven v listopadu 2020. V Praze je možné potkat poslední vůz dopravního podniku již pouze na retrolince K. Nejvíce autobusů B 961 zejména díky provedeným generálním opravám k roku 2016 provozoval dopravní podnik v Brně, kde došlo k vyřazení prvních vozů tohoto typu v letech 2017 a 2018. V roce 2022 se v Brně začal typ B 961 vyřazovat ve velkém, a to především díky dodávce nových autobusů Solaris Urbino 18 z roku 2021 a SOR NS 12 z roku 2022. K poslednímu vypravení autobusu Karosa B 961 do pravidelného provozu v Brně došlo 14. března 2023, jednalo se o poslední nasazení vozů B 961 ve rámci veřejné dopravy v České republice na pravidelné linky. Poté byly vozy ev. č. 2380 a 2381 dne 18. června 2023 nasazeny na zvláštní linky, na kterých proběhla společně s rovněž končícími typy trolejbusů Škoda 14Tr a 15Tr rozlučková akce. Dne 23. června 2023 byly mimořádně vypraveny jako retrovozy při krátké výluce tramvajové dopravy v ulici Minské na linku x3. Od roku 2020 slouží jeden vůz dopravce AKV bus pro smluvní přepravu pracovníků továren do Štěnovic.
| Dopravce              | Počet vozů | Rok výroby | Evidenční čísla        | Poznámky        |
| --------------------- | ---------- | ---------- | ---------------------- | --------------- |
| Arriva Morava         | 4          | 2002       | –                      |                 |
| Arriva Teplice        | 4          | 2002–2003  | 516–520                |                 |
| Arriva Východní Čechy | 2          | 2003–2005  | –                      |                 |
| Comett Plus (Tábor)   | 2          | 2001–2004  | 17, 97                 |                 |
| ČSAD Autobusy Plzeň   | 3          | 2004–2006  | –                      |                 |
| ČSAD POLKOST          | 4          | 2004–2006  | 1603, 1606, 1609, 1637 |                 |
| ČSAD Střední Čechy    | 2          | 2002       | 1565, 1566             |                 |
| DP Brno               | 26         | 2002–2006  | 2364–2389              |                 |
| DP Karlovy Vary       | 6          | 2002–2005  | 375–378, 384, 386      |                 |
| DP Liberec            | 2          | 2004       | 320, 321               |                 |
| DP Olomouc            | 2          | 2002       | 316, 317               |                 |
| DP Ostrava            | 8          | 2003–2004  | 4288–4295              |                 |
| DP Praha              | 31         | 2000–2003  | 6350–6380              | 6360 – prototyp |
| DP Ústí nad Labem     | 4          | 2003       | 377–380                |                 |
| Martin Uher           | 3          | 2005–2006  | 1141, 1144, 1147       |                 |

## Podtypy
- Karosa B 961.1970, B 961E.1970 – prototyp převodovka ZF, ostatní vozy převodovka Voith

## Historické vozy
- DP Praha vozy ev. č. 6366 a ev. č. 6379
- Dopravní podnik města Brna (vůz ev. č. 2381)
- Martin Uher vůz ev. č. 1163
- soukromá osoba vůz ev. č. 1147 (ex. Martin Uher ev. č. 1147, ex. STENBUS ev. č. 1781)
- David Urban, Praha (táborský vůz ev. č. 17)
- David Urban, Praha (ex DP Praha vozy ev. č. 6370)
- David Urban, Praha (ex DP města Brna vůz ev. č. 2369)
- soukromá osoba (ex DP města Brna vůz ev. č. 2374)
- Martin Oškrobaný, Praha (ex DP města Brna vůz ev. č. 2380)
- soukromá osoba (ex DP Praha vůz ev. č. 6367)
- Auto Skaver - automuzeum Dětřichov (ex DP Olomouc vůz ev. č. 316)
- Luděk Špacír, Praha (ex ČSAD POLKOST 1609)
- soukromá osoba (ex DP mesta Žiliny, ev. č. 114, 116)